# Cándido Maya
Cándido Alberto Maya Camejo (22 ottobre 1973) è uno schermidore cubano.

## Palmarès
In carriera ha conseguito i seguenti risultati:
- Giochi Panamericani:

Winnipeg 1999: oro nella sciabola individuale e argento a squadre.
Santo Domingo 2003: bronzo nella sciabola a squadre.